# Arignota
Arignota de Samos (en griego antiguo Ἀριγνώτη / Arignṓtē) fue una filósofa pitagórica de Crotona o Samos activa en los años VI y V a. C.. Fue discípula de Pitágoras y Téano, según unas tradiciones, también sería su hija, a la vez hermana de Myia, Damo, Telauges y Mnesarco. 

## Vida
Difundió junto con Damo las enseñanzas de la escuela pitagórica a otras mujeres. Hay algo de la Suda bizantina que dice que Arignota escribió sobre cosas relacionadas con la religión como:
- Los Misterios de Deméter (en griego antiguo: Περὶ τῶν Δήμητρος Μυστηρίων, también pudo haber sido llamado El Cuento De Lo Sagrado)
- Bacchica (Βακχικά)
- Un Discurso Sagrado (Ἱερὸς Λόγος)
- Misterios de Dionisio (Τελεταὶ Διονύσου)

La obra de Misterios de Dionisio es también citada por Clemente de Alejandría. Los escritos atribuidos a ella probablemente sean apócrifos ya que se conservaban en la época de Porfirio

Entre los Discursos Sagrados de Pitágoras (Ἱεροὶ Λόγοι) hay un dicho atribuido a Arignota:
La esencia eterna del número es la causa más providencial de todo el cielo, la tierra y la región intermedia. Asimismo, es la raíz de la existencia continuada de los dioses y daimones, así como la de los hombres divinos.